# Agência Nacional

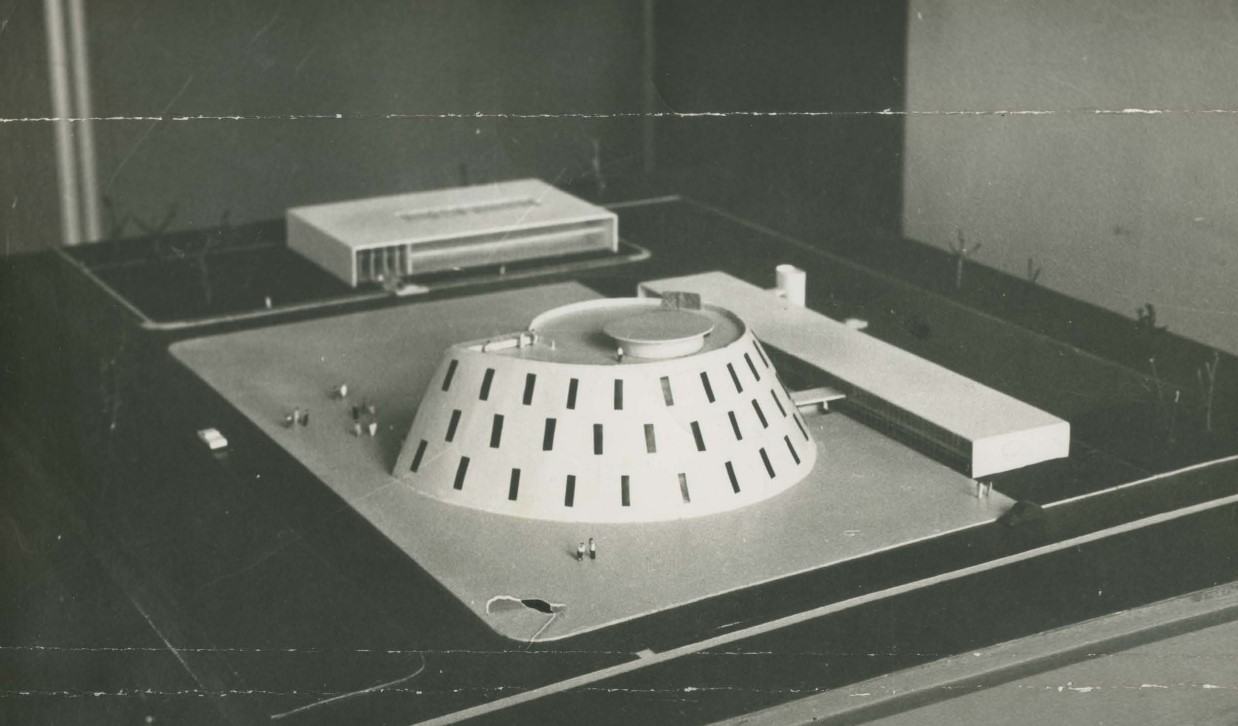
Projeto de sede da Agência Nacional, do arquiteto Gervásio Cardoso, em 1969. (Fundo Correio da Manhâ/Acervo do Arquivo Nacional.)

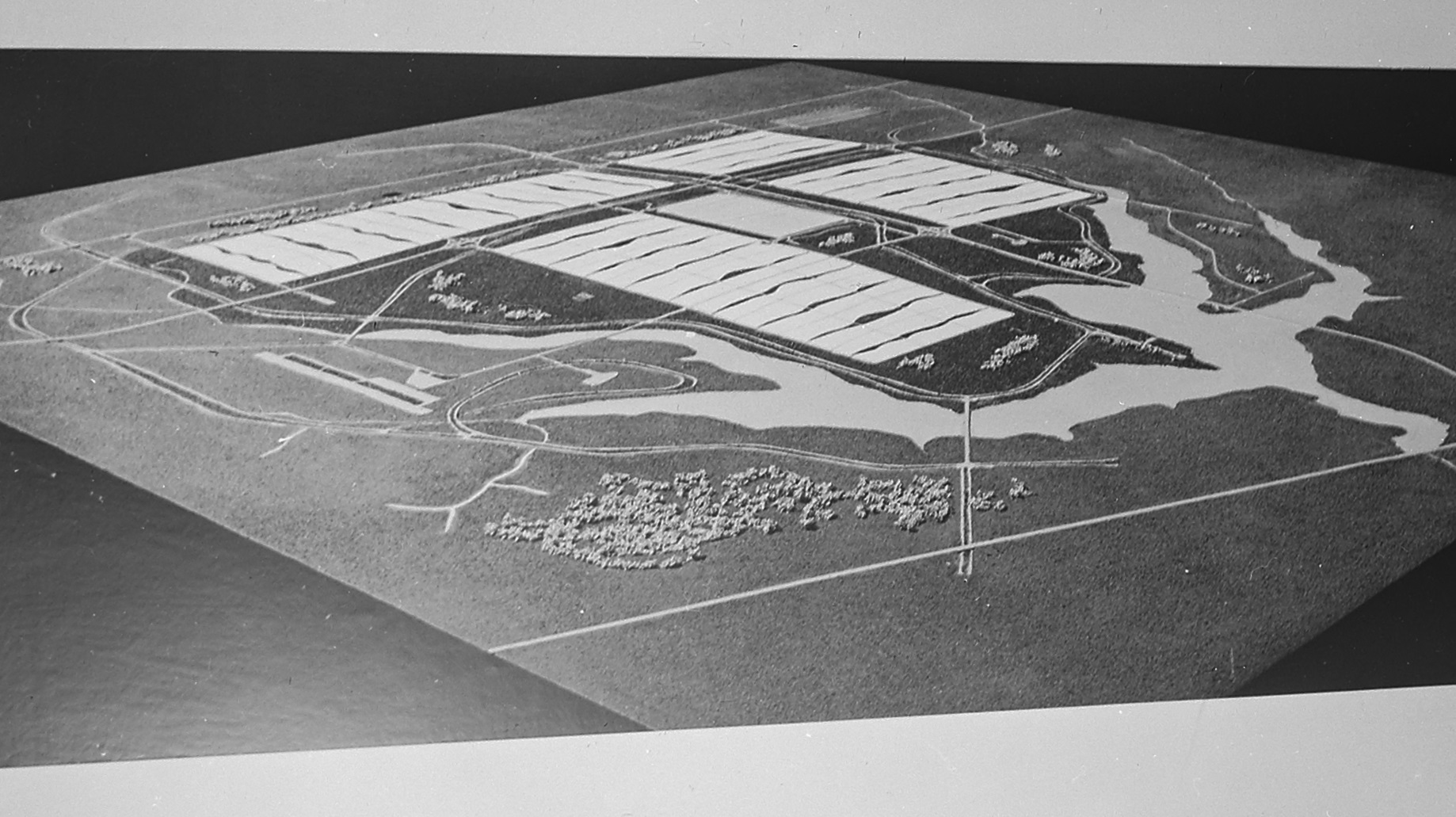
Exposição do plano piloto de Brasília, em fotografia feita pela Agência Nacional em 1957, pertencente ao acervo do Arquivo Nacional.

Presidente Getúlio Vargas faz discurso pelo rádio, em maio de 1954. Mídia sob a guarda do Arquivo Nacional

A Agência Nacional foi uma agência de notícias brasileira criada em 1º de março de 1937. Sua criação foi resultado do governo constitucional comandado pelo presidente Getúlio Vargas, que vigorou no Brasil entre os anos de 1934 e 1937. O objetivo da criação de uma agência de notícias nacional era, justamente, divulgar os atos da administração federal e as notícias de interesse público, além de distribuir a publicidade dos órgãos governamentais.

Fotografia feita pela Agencia Nacional do ato de inauguração do Museu Imperial em 1943.

Inicialmente, as notícias e veiculações divulgadas pela Agência Nacional estavam ligadas ao Departamento de Propaganda e Difusão Cultural, mais conhecido como DPDC, criado em 1934, que, no Brasil, era o órgão responsável por notícias impressas, de rádio, cinema, entre outras manifestações culturais. Desde sua criação até 1939, todo conteúdo ligado a Agência Nacional era desenvolvido pelo DPDC que, em 1939 foi substituído pelo Departamento de Imprensa e Propaganda, conhecido como DIP, que tornou-se, então, o órgão responsável pela produção destas notícias. Ambos - DPDC e DIP - estavam sob o domínio do Ministério da Justiça, ou seja, de forma indireta, a Agência Nacional estava ligada a este órgão governamental e tudo que era publicado por ela passava pelo ministério e deveria estar de acordo com o que ele defende.

## Agência Nacional e o papel das agências de notícias
Agências de notícias são amplamente utilizadas por governos de muitos países. Isso deve-se ao fato de elas, diferentes de veículos consolidados de comunicação, serem capazes de fornecer registros mais rapidamente, podendo, inclusive, desenvolver notícias escritas - ideais para serem publicadas em veículos impressos-, de rádio ou televisão em tempo real. Essa agilidade mostra a sofisticação por trás das agências de notícias que, por não serem, na maioria das vezes, monitoradas pela agência global - como é o caso de alguns veículos de diferentes áreas da comunicação - , conseguem diminuir os custos de sua produção, sendo ainda mais benéfica para a veiculação de notícias governamentais oficiais dos países. Este pode ter sido um dos motivos que explicam a criação da Agência Nacional durante o governo constitucional Vargas.
À época, os principais meios de comunicação e disseminação de notícias eram os jornais, revistas e programas de rádios. Os jornais e revistas tinham, quase que em sua totalidade, suas próprias redações, não utilizando, portanto, na maior parte das vezes, os serviços de agências de notícias. As emissoras de rádio, em contrapartida, utilizavam muito os serviços de agências, que forneciam boa parte do conteúdo veiculado neste meio de comunicação que, dentre todos os da época, era o maior alcance e que causava mais interesse na população.
Desta forma, a Agência Nacional teve uma relação de sucesso com a Rádio Nacional, emissora que, à época das parcerias, também era subordinada do Departamento de Imprensa e Propaganda, o DIP . Dessa parceria surgiram importantes e, até os dias de hoje, icônicos programas veiculados na Rádio Nacional, como é o caso do programa Llamando América, voltado para o público da América Latina e A Voz do Brasil, veiculado apenas em território nacional.

## A Voz do Brasil
A Voz do Brasil foi um programa de rádio que surgiu no ano de 1935 a partir da cooperação entre a Agência Nacional e a Rádio Nacional. O programa estreou com o nome Programa Nacional e, em 1938 passou a chamar-se A Hora do Brasil. Apenas no ano de 1971 foi batizado com o nome que carrega até os dias de hoje, Voz do Brasil. Todas as rádios registradas no Brasil naquela época eram obrigadas pelo governo de Getúlio Vargas, a transmitirem o programa diariamente a partir das 19 horas. Com alcance nacional, o programa foi criado por Armando Campos - que era amigo de infância do presidente - com o objetivo de dar maior visibilidade e popularidade ao governo Vargas. Há especulações de que, não apenas A Voz do Brasil, como também outros conteúdos desenvolvidos pela Agência Nacional, tinham como objetivo fazer propagandas positivas sobre o governo Vargas, exaltando as ações e propostas do presidente. Os principais assuntos da vida nacional tomavam conta das pautas do programa, apresentado, inicialmente, pelo locutor Luís Jatobá.
Além de ser o principal programa de rádio do Brasil, a Voz do Brasil ficou conhecida por sua vinheta icônica, que trazia a abertura da ópera O Guarani, inspirada na obra de José de Alencar e desenvolvida pelo compositor Carlos Gomes.
A Voz do Brasil é um programa que se perpetua até os dias de hoje seguindo, basicamente, os mesmos princípios de quando foi criado. Atualmente o programa ainda é veiculado todos os dias, por boa parte das emissoras brasileiras, e contém notícias sobre os mais diferentes assuntos presentes na vida nacional do país.

## A Agência Nacional durante e depois da queda do governo de Getúlio Vargas
Em 25 de maio de 1945, o Departamento de Imprensa e Propaganda (DIP) foi extinto pelo governo Vargas e substituído pelo Departamento Nacional de Informação (DNI), que ficou ativo por pouco tempo, fechando as portas em 6 de setembro de 1946. Mesmo com sua extinção, a Agência Nacional foi mantida, porém apenas como um órgão autônomo do Ministério da Justiça, que já tinha o domínio da agência desde sua criação, em 1937.
O Manifesto Mineiro, redigido em 1943, marcou o início da oposição ao governo de Vargas, e exigia a redemocratização . Dois anos após a redação do manifesto, em 29 de outubro de 1945, o presidente Getúlio Vargas renuncia sua posição política, reinstaurando, então, a democracia no Brasil. Mesmo com este cenário em que, a principio, a Agência Nacional havia perdido sua razão de existir, visto que o mandante de sua criação não estava mais no poder e seu governo já não podia mais ser exaltado - como era a ideia inicial por trás de sua criação -, a agência foi mantida. Junto com ela, o programa A Voz do Brasil também continuou sendo veiculado, porém, não mais sob comando da Rádio Nacional, que teve seu nome mutado para Rádiobrás, rádio que passou a transmitir e produzir o programa ao lado da Agência Nacional.
Mesmo sem Getúlio Vargas no poder, até o ano de 1967, a Agência Nacional continuou sendo um órgão sob o domínio do Ministério da Justiça, porém acabou sendo transferida para o Gabinete Civil da Presidência da República - conhecido nos dias de hoje como Casa Civil -, que ficou responsável pelo controle da agência. A Agência Nacional permaneceu tendo status de órgão até 1979, quando, durante o governo do presidente João Figueiredo, foi transformada na Empresa Brasileira de Notícias - também conhecida como EBN-, tornando-se uma empresa pública estatal por meio da Lei nº 6.650, de 23 de Maio de 1979. A Agência, então, voltou a ser subordinada ao Ministério da Justiça e sua sede foi transferida para Brasília, a Capital Federal.
Em 1988, depois de nove anos de existência, a Empresa Brasileira de Notícias (EBN), foi extinta quando absorvida pela Radiobrás, tendo seu nome e razão social alterados para Empresa Brasileira de Comunicação (EBC), sociedade esta que possuía apenas um acionista além da rádio, a União. A EBC existiu durante alguns anos, porém, durante o governo de Fernando Collor de Melo, a agência teve, novamente, uma substituição e mudança de nome. Foi criada a Agência Brasil que, até os dias de hoje, é considerada um veículo noticioso altamente confiável.
Hoje em dia, a Rádio Nacional, a Agência Brasil, a Empresa Brasileira de Notícias e a Voz do Brasil podem ter seu conteúdo acessado pelo mesmo servidor e podem ser acessadas pela web.